# 格雷戈里·博因顿
格雷戈里·“帕皮”·博因顿是一名美国战斗飞行员，二战期间是美国海军陆战队王牌飞行员。他获得了荣誉勋章和海军十字勋章。1941年，博因顿成为太平洋舰队的海军陆战队飞行员，加入中华民国空军“飞虎队”，并于1941年底和1942年中日军事冲突期间在缅甸参加战斗。1942年9月，博因顿重新加入海军陆战队。